# Майське (Славський район)
Ма́йське (рос. Майское) — селище Славського району, Калінінградської області Росії. Входить до складу Славського міського поселення.
Населення — 205 осіб (2015 рік).

## Населення
| 2002 | 2010 |
| ---- | ---- |
| 216  | ↘205 |